# Antyatom
Antyatom – atom antymaterii, składa się z antycząstek. Jego jądro atomowe składa się z antyprotonów i antyneutronów jest naładowane ujemnie. Natomiast wokoło jądra krążą dodatnie antyelektrony.